# Because You Left
"Because You Left" er første afsnit af femte sæson af den amerikanske tv-serie Lost. Det blev sendt første gang 21. januar 2009 på American Broadcasting Company i USA. Det er skrevet af Damon Lindelof og Carlton Cuse, der almindeligvis står for sæsonpremierer og -finaler, og instrueret af Stephen Williams. På premiereaftenen blev afsnittet indledt med et clipshow, der opsummerer begivenhederne frem til femte sæson, hvorefter "Because You Left" blev sendt. Det blev fulgt op af næste episode, "The Lie."